# Bappagaj
Bappagaj (rusky Баппагай) je řeka v Jakutské republice v Rusku. Je 307 km dlouhá. Povodí má rozlohu 4 650 km². Je známá také pod jménem Baappagaj (rusky Бааппагай).

## Průběh toku
Pramení na Středosibiřské vrchovině a protéká přes Středojakutskou rovinu. V jejím povodí se nachází mnoho mělkých jezer. Ústí zprava do ramene Viljuje (povodí Leny).

## Vodní režim
Zdrojem vody jsou převážně dešťové srážky.